# メコン川共同法律執行パトロール
メコン川共同法律執行パトロール（英語: joint patrol operation along the Mekong River、ラーオ語: 、中国語: 中老缅泰湄公河联合巡逻执法）は中国、ラオス、ミャンマー、タイの4ヶ国による共同でメコン川（瀾滄江）の治安維持を行う安全協力機構である。

## 経緯
- 2011年10月5日タイ・ラオス・ミャンマー国境のメコン川を就航中の中国船籍“华平号”と“玉兴８号”がミャンマー系とみられる武装勢力により襲撃を受け、船員13名が惨殺された事件が発生した。これを受けて、メコン川商船ルートは一時閉鎖された[1]。
- 2011年10月31日には北京にて、中国・ラオス・ミャンマー・タイ4国メコン川流域法律執行安全協力会議を開催が緊急開催された。中国公安部部長の孟建柱、ラオスからはドゥアンチャイ・ピチット国防相、ミャンマー内政省大臣、タイ副首相らが参加し《メコン川流域の法律執行と安全協力に関する共同声明》（中国語: 关于湄公河流域执法安全合作的联合声明）を発表し、①10月5日の事件に関する捜査及び断固とした措置。②メコン川流域の安全を確保するために、正式に法律執行安全協力機構を設置すること。③法律執行安全協力機構にて情報交換、共同パトロール、治安問題の対処、水上運輸の安全秩序維持を行うこと。が合意された[2]。
- その後、2011年11月25-26日には北京にてメコン川法律執行大臣級4ヶ国会議を開催。４か国が平等にメコン川国際航路の安全性の擁護強化を行うこと、12月15日までに关累港にて共同パトロール船の就航式典を行うことで合意した。さらに、中国・ラオス・ミャンマー・タイによるメコン川法律執行指揮部（中老缅泰湄公河联合巡逻执法联合指挥部）を雲南省西双版納の関累港に設立し、駐在させることが決定された。
- 2011年12月10日中国、ラオス、ミャンマー、タイは正式に5隻で構成される共同パトロールを開始、関累港にて式典が行われた後、10艘の商船と共にラオスのフアイサーイ郡へと出発し、商船航路が再開された。

## 取り組み
- 第30次パトロールは2015年1月26-30日に実施[3]。
- 第31次パトロールは2015年2月10-13日に実施された[4]。
- 第32次パトロールは2015年3月17-20日に6隻により実施された[5]。

## リンク
2011年金三角中国船员遇袭案